# Aina (ONG)
Pour les articles homonymes, voir Aina.
 (juillet 2014).
Si vous disposez d'ouvrages ou d'articles de référence ou si vous connaissez des sites web de qualité traitant du thème abordé ici, merci de compléter l'article en donnant les références utiles à sa vérifiabilité et en les liant à la section « Notes et références ».
Les champs d'activité de l'organisation non gouvernementale Aina sont l'éducation, l'information et la communication. Son objectif est la consolidation de la société civile Afghane à travers l’éducation des enfants et des femmes, par la formation aux métiers de la communication et de l’information.

## Historique
En 2001, le National Geographic Fellow et le photoreporter reconnu internationalement, Reza Deghati et son frère Manoocher fondent Aina. 
Cette ONG a pour but d’éduquer les femmes et les enfants afghans, par l’utilisation des médias, de la communication et de l’information. Reza pense que cet apprentissage pourrait contribuer à bâtir une société libre et ouverte, en encourageant le développement durable, la promotion des droits de l'homme, l’unité Nationale.
Depuis son origine, Aina a une grande influence sur la société en Afghanistan. Plus de 1 000 femmes et hommes ont été formés dans les domaines des médias et de la communication. Plus de 90 % d’entre eux sont employés dans des professions relatives à leur formation. Huit publications sont créées et sont en circulation, dont deux magazines pour femmes et un pour enfants, Parvaz. De plus, le premier documentaire réalisé par une équipe entièrement féminine et produit par Aina, est nommé aux Emmy Awards en 2005.

## Éducation
Aina soutient le développement des médias et des services culturels. L’ONG encourage également la production de matériel éducatif dans un pays en reconstruction. Dans ce sens, à travers la formation et l’enseignement culturel qu’elle propose, Aina contribue à l’éducation des Afghans et promeut un esprit de paix et de liberté : le véritable fondement de la démocratie. Le programme interdisciplinaire d’Aina est basé sur l’utilisation et la formation des étudiants aux techniques de pointes. Cette formation, en priorité en direction des femmes et des enfants, dont le développement a été longuement négligé dans la société Afghane, est l’objectif prioritaire d’Aina.

## Information
Aina encourage et développe les projets culturels ainsi que les médias indépendants locaux. L’objectif étant de permettre la reconstruction de la société civile en travaillant à l’établissement de centres des médias et de la culture.

## Communication
La formation aux nouvelles technologies a pour but d’accélérer l’émergence d’une structure des médias afghans, nécessaire pour s’ouvrir au monde du XXIe siècle.
Aina aide à la propagation de messages de paix et d’éducation, encourageant l’émergence d’une société civile, en impliquant les populations locales dans des larges campagnes de communication.

## Parvaz: le magazine des enfants qui rêvent en grand
Parvaz, le premier et le seul magazine pour enfants en Afghanistan, a été lancé en août 2002 à Kaboul - avec la coopération de grandes institutions et fondations éducatives. Parvaz sera reproduit dans d'autres parties du monde en développement sous un nom adapté à chaque pays et culture.
Le concept de Parvaz est d'être un magazine en couleur de haute qualité, destiné à devenir la publication de référence pour les enfants des pays en développement, ainsi qu'un outil de soutien pédagogique pour les enseignants et les familles.
Le magazine a été défini autour des concepts de créativité, de couleur et d'amitié. Le magazine aspire à l'égalité du droit au savoir entre les cultures, les générations et les sexes. Parvaz est une fenêtre sur le monde pour les enfants qui ont grandi dans la guerre et la pauvreté. En leur faisant découvrir d'autres cultures, modes de vie et croyances, il favorise la tolérance. Les adultes de demain communiqueront ainsi dans le respect et la compréhension mutuels - au lieu de la violence et de la peur.
Le contenu de Parvaz Afghanistan est conçu et produit à Kaboul par une équipe entièrement afghane de journalistes, écrivains, illustrateurs et photographes formés auprès de Aina.
Parvaz couvre une grande variété de sujets: sciences, géographie, musique, nature, sports, jeux, traditions afghanes, histoire, religion, technologie, contes et histoires populaires.
Par le biais de textes, d'illustrations, de photos, de schémas éclatés et de dessins animés pédagogiques, Parvaz aide les enfants à développer leur imagination, leur passion pour la lecture et leur capacité d'observation et d'analyse.
Parvaz est distribué à travers les réseaux de la plupart des organisations nationales et internationales qui travaillent avec les enfants et dans le domaine de l'éducation en Afghanistan, y compris le ministère de l'Éducation.
Chaque édition de 40 000 exemplaires est lue et partagée par 500 000 enfants partout en Afghanistan.
Treize numéros ont été produits et distribués en Afghanistan.
Une version de Parvaz - appelée Yuti - a été lancé à Sri Lanka en réponse à la dévastation du tsunami en 2006.